# سیارک ۱۸۳۱۱۴
سیارک ۱۸۳۱۱۴ (به انگلیسی: 183114 Vicques، نامگذاری:2002RU140) صد و هشتاد و سه هزار و صد و چهاردهمین سیارک کشف شده‌است که در ۱۳ سپتامبر ۲۰۰۲ کشف شد.